# GustoMSC P10.000
GustoMSC P10.000 bezeichnet einen von GustoMSC entworfenen Typ von Tiefsee-Bohrschiffen. Die Schiffe wurden bei Hyundai Heavy Industries in Ulsan, Südkorea, gebaut.
Breitere Beachtung fand das Schiff Yavuz des staatlichen türkischen Gas- und Ölkonzern Türkiye Petrolleri Anonim Ortaklığı (TPAO) wegen der Territorial- und Einflussstreitigkeiten zwischen der Republik Zypern, der Türkei und der EU um die Erdgasförderung im Seegebiet um die Insel Zypern.

## Technische Daten und Ausstattung
Der Antrieb der Schiffe erfolgt dieselelektrisch. Für die Propulsion stehen zwei Propellergondeln mit jeweils 5.000 kW Leistung zur Verfügung. Damit werden 12 kn erreicht. Das Schiff verfügt neben den Propellergondeln für den Vortrieb noch über vier weitere Propellergondeln mit ebenfalls jeweils 5.000 kW Leistung als Positionierungssystem, die individuell einziehbar sind.
Für die Stromerzeugung stehen acht MAN-Dieselgeneratoren zur Verfügung: Sechs werden von MAN-Dieselmotoren des Typs 9L32/40CD mit jeweils 4.300 kW Leistung, zwei von MAN-Dieselmotoren des Typs 18V32/40CD mit jeweils 8.700 kW Leistung angetrieben. Darüber hinaus wurde ein Notgenerator mit 1.500 kW Leistung verbaut.
Aufgabe der Schiffe ist es, Tiefseebohrungen vorzunehmen. Dazu befindet sich ein 39 Meter hoher Bohrturm in der Schiffsmitte. Die Schiffe können Bohrungen bei Wassertiefen von bis zu 3600 Metern vornehmen.

## Schiffe
Die Liste ist eine Auswahl der Schiffe.
| Bauname            | IMO-Nummer | Baujahr | Baunummer | Umbenennungen und Verbleib | Betreiber             |
| ------------------ | ---------- | ------- | --------- | -------------------------- | --------------------- |
| Rowan Relentless   | 9672961    | 2015    | 2564      |                            | Valaris               |
| Ocean BlackLion    | 9662631    | 2015    |           |                            | Diamond Offshore      |
| Rowan Reliance     | 9646950    | 2014    | 2563      | 2023→Valaris DS-17         | Valaris               |
| Noble Tom Madden   | 9639074    | 2014    | 2508      |                            | Noble Corporation     |
| Rowan Resolute     | 9630078    | 2014    | 2560      | 2022→Valaris DS-16         | Valaris               |
| Ocean BlackRhino   | 9629641    | 2014    | 2512      |                            | Diamond Offshore      |
| Noble Sam Croft    | 9621508    | 2014    | 2507      |                            | Noble Corporation     |
| Rowan Renaissance  | 9630066    | 2014    | 2559      | 2020→Valaris Renaissance   | Valaris               |
| Bolette Dolphin    | 9625516    | 2014    | 2546      | 2021→Deep Value Driller    | Deep Value Driller AS |
| Ocean BlackHornet  | 9618903    | 2014    | 2504      |                            | Diamond Offshore      |
| Ocean BlackHawk    | 9618898    | 2014    | 2503      |                            | Diamond Offshore      |
| Noble Bob Douglas  | 9618927    | 2013    | 2506      |                            | Noble Corporation     |
| Noble Don Taylor   | 9618915    | 2013    | 2505      |                            | Noble Corporation     |
| Deepsea Metro II   | 9503770    | 2011    | 2229      | 2017→Fatih                 | Turkish Petroleum     |
| Deepsea Metro I    | 9503768    | 2011    | 2228      | 2019→Yavuz                 | Turkish Petroleum     |
| Deepwater Champion | 9471862    | 2010    | 2148      |                            | Transocean            |